# Lipowanie
Lipowanie (rum. lipoveni, ukr. липовани, ros. липовáне, bułg. липованци) – ludność pochodzenia rosyjskiego zamieszkująca od końca XVII wieku: wschodnie Podole, nad Donem, nad Kubaniem, Krym, Budziak, Besarabię, Mołdawię, Dobrudżę i Bukowinę. Lipowanie są potomkami zbiegłych z Rosji wyznawców starowierstwa, którzy osiedlili się na terenie Imperium Osmańskiego.

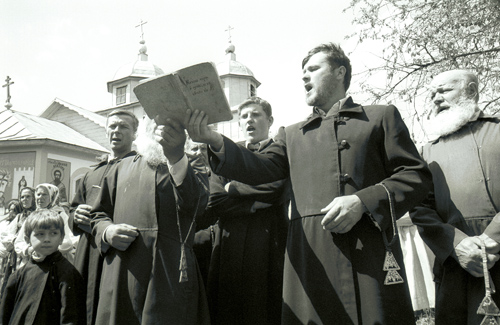
Lipowanie w rumuńskiej wsi Slava Cercheză (2004)